# Provincia Sud-Kivu
Provincia Sud-Kivu este o unitate administrativă de gradul I, una dintre cele 25 noi provincii ale Republicii Democratice Congo, create în reîmpărțirea din 2015. 
Provincia Sud-Kivu se află pe malul sudic al lacului Kivu și nord-vestic al lacului Tanganyika.
Reședința sa este orașul Bukavu.